# Rivière Boisvert (rivière Normandin)
Pour les articles homonymes, voir Boisvert et rivière Boisvert.
La rivière Boisvert est un affluent du lac Charron coulant dans le territoire non organisé du Lac-Ashuapmushuan, dans la municipalité régionale de comté (MRC) de Le Domaine-du-Roy, dans la région administrative du Saguenay-Lac-Saint-Jean, au Québec, au Canada.

## Géographie
Les bassins versants voisins de la rivière Boisvert sont :
- côté nord : lac Chibougamau, rivière Armitage, rivière Chonard, rivière Nepton, lac Mistassini ;
- côté est : rivière Hogan, rivière du Chef, rivière de l'Épervier, rivière Dobleau, rivière des Grèves, lac Vimont ;
- côté sud : lac Rohault, lac Bouteroue, rivière de la Coquille, rivière Normandin, rivière Chaudière ;
- côté ouest : rivière Armitage, rivière Énard, ruisseau Audet, lac Chibougamau, lac La Dauversière.

La rivière Boisvert prend naissance à l'embouchure d'un lac non identifié (altitude : 386 m). Ce lac de tête est situé sur le versant est de la ligne de séparation des eaux ; alors que le versant ouest comporte à proximité un ensemble de plans d'eau dont les lacs du Terrier, Bignell, Éva et Ida qui se déversent vers le lac Waconichi lequel est rattaché à la partie sud du lac Mistassini.
Ce lac de tête de la rivière Boisvert est situé à l'ouest d'un sommet de montagne atteignant 543 m. La décharge de ce lac est située à sud-est du lac Waconichi et de la baie du Poste, au sud du lac Mistassini, au nord-est de Chibougamau.
 
À partir du lac de tête, la rivière Boisvert coule sur environ 83 km selon les segments suivants :
- vers le sud jusqu'à un lac non identifié puis traversant deux petits lacs non identifiés, et le Lac de la Mousse puis en formant une courbe vers l'est ;
- vers le sud-ouest en traversant le lac Drouillard sur sa pleine longueur, jusqu'à son embouchure ;
- vers le sud-est en traversant le lac de l'Aiglon jusqu'à sa décharge Entourée de zones de marais du côté sud, le Lac de l'Aiglon reçoit par le sud-est la rivière Hogan ;
- vers le sud-ouest en zones de marais, jusqu'à l'embouchure du Lac de l'Os, situé du côté ouest ;
- vers le sud en traversant le lac de la Poulie ;
- vers l'ouest, jusqu'à la décharge du lac Dollier ;
- vers le sud-ouest jusqu'à l'embouchure du lac Procas ;
- vers l'ouest, jusqu'à la décharge du Lac des Anophèles ;
- vers le sud en entrant dans la Réserve faunique Ashuapmushuan, jusqu'à son embouchure[3].

La rivière Boisvert se déverse au fond d'une baie sur la rive nord-est du lac Charron que le courant traverse sur jusqu'à sa décharge situé au pont de la route 167. De là, le courant traverse le lac la Blanche sur, le lac Jourdain et le lac Nicabau jusqu'au barrage à sa décharge. De là, le courant descend vers le sud-est la rivière Normandin jusqu'à la rive nord-ouest du lac Ashuapmushuan. Puis, le courant emprunte le cours de la rivière Ashuapmushuan qui se déverse à Saint-Félicien (Québec) sur la rive ouest du lac Saint-Jean.

## Toponymie
Le toponyme « rivière Boisvert » a été officialisé le 5 décembre 1968 à la Commission de toponymie du Québec, soit lors de sa création.
 